# KkStB 197 sorozat
A kkStB 197 sorozat egy szertartályosgőzmozdony-sorozat volt az osztrák Császári és Királyi Osztrák Államvasutaknál (k.k. österreichische Staatsbahnen, kkStB), amely mozdonyok eredetileg a Ferdinánd Császár Északi Vasúttól (Kaiser-Ferdinands-Nordbahn, KFNB) származtak.

## Története
A KFNB 1880 és 1905 között vásárolta ezeket a C tengelyelrendezésű mozdonyokat a floridsdorfi és a bécsújhelyi mozdonygyáraktól. A 43 mozdonyból 33 fővonalon, a többi mellékvonalakon szolgált. Az első mozdonyoknak még neveik is voltak, ám később már csak sorozatmegjelölésük (IX sorozat) és  912-913, 916-919, 921-957  pályaszámaik.  A 197.32–35 és  38–39 (ex. 916–917, ex. 912–913 és ex. 918–919) kisebb tűzszekrénnyel készült. Ezek a mozdonyok a Mutenitz–Gaia, Otrokowitz–Zlín és Lundenburg–Eisgrub HÉV-ek vonalain teljesítettek szolgálatot.
A mozdonyok az alábbi szakaszokon szolgáltak még : Drösing–Zistersdorf és Gänserndorf–Marchegg .
Az első világháború után 40 megmaradt mozdony került a Csehszlovák Államvasutakhoz ČSD 310.101-140 pályaszámokon. A 310.103-at, 129-et és 130-at később ČSD 310.901-903 pályaszámokra számozták át. A második világháború során a Német Birodalmi Vasút (DRB) még 30 mozdonyt számozott át a sorozatból 98.7711-7731 pályaszámokra. A DRB azonban hamarosan selejtezte ezeket a mozdonyokat. Az utolsó mozdony 1944-ben üzemi mozdonynak adták el a Böhler-Kapfenberg cégnek. Egy mozdonyt, az egykori 197.38 (ČSD 310.135, DRB 98.7729) pályaszámút 1953-ban még felújítottak és az Osztrák Szövetségi Vasutak az ÖBB 389.01 pályaszámot adta neki, majd 1955. március 2-án selejtezték.

## Megőrzött mozdonyok

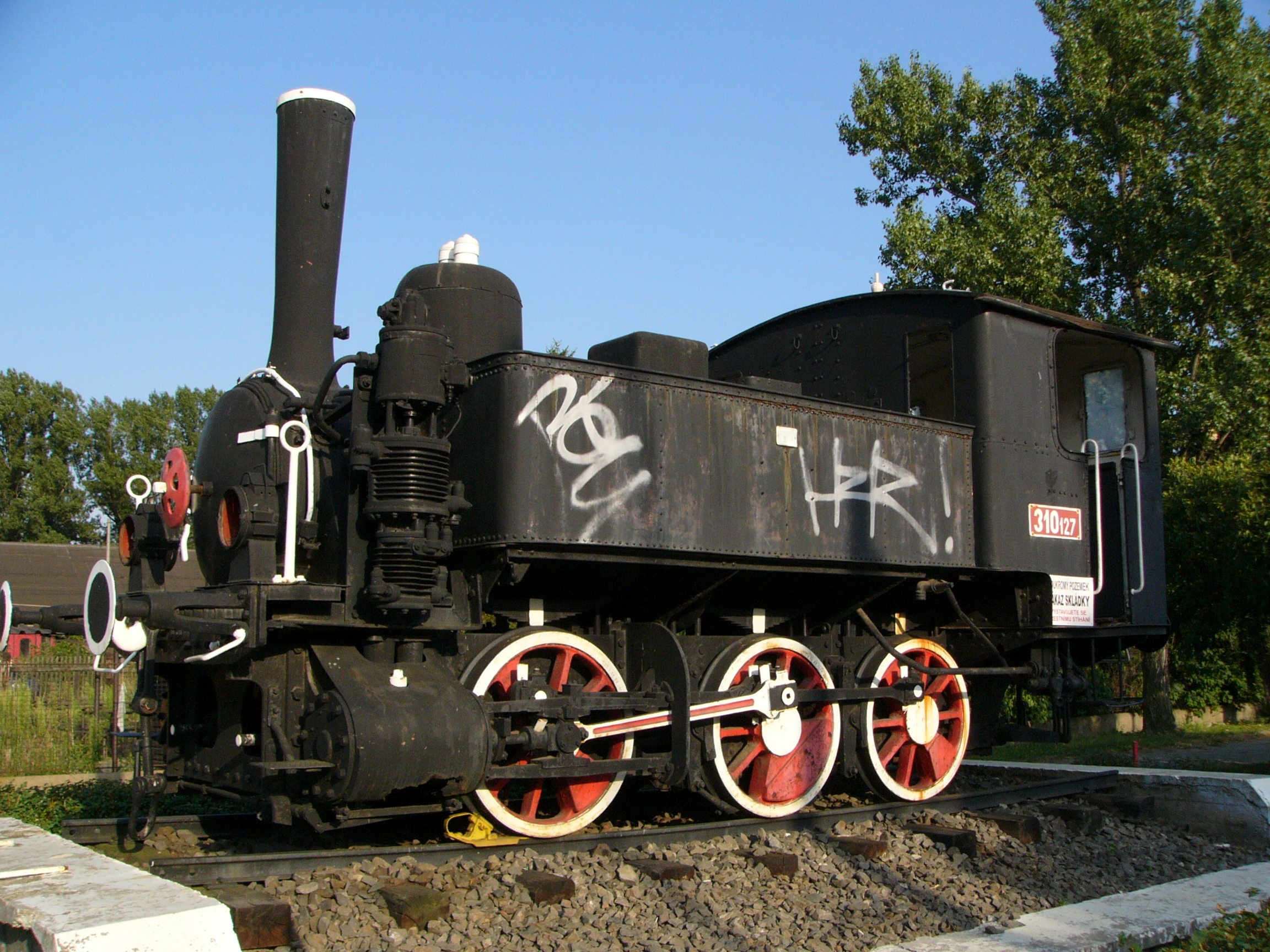
ČSD 310.127 Prostějov-ban

A sorozatból két mozdonyt sikerült megőrizni az utókornak.
| Gyártó                  | Gyári szám | Pályaszám   | Eredeti pályaszám | Állapot      | Hely                | Státusz   |
| Bécsújhelyi Mozdonygyár | 4096/98    | ČSD 310.127 | kkStb 197.30      | Üzemképtelen | Prostějov           | Kiállítva |
| Bécsújhelyi Mozdonygyár | 4326/00    | ČSD 310.134 | kkStb 197.37      | ?            | Műszaki Múzeum Brno | ?         |

## Fordítás
- Ez a szócikk részben vagy egészben  a   kkStB 197 című német Wikipédia-szócikk fordításán alapul.  Az eredeti cikk szerkesztőit annak laptörténete sorolja fel. Ez a jelzés csupán a megfogalmazás eredetét és a szerzői jogokat jelzi, nem szolgál a cikkben szereplő információk forrásmegjelöléseként.